# Explorer-Programm

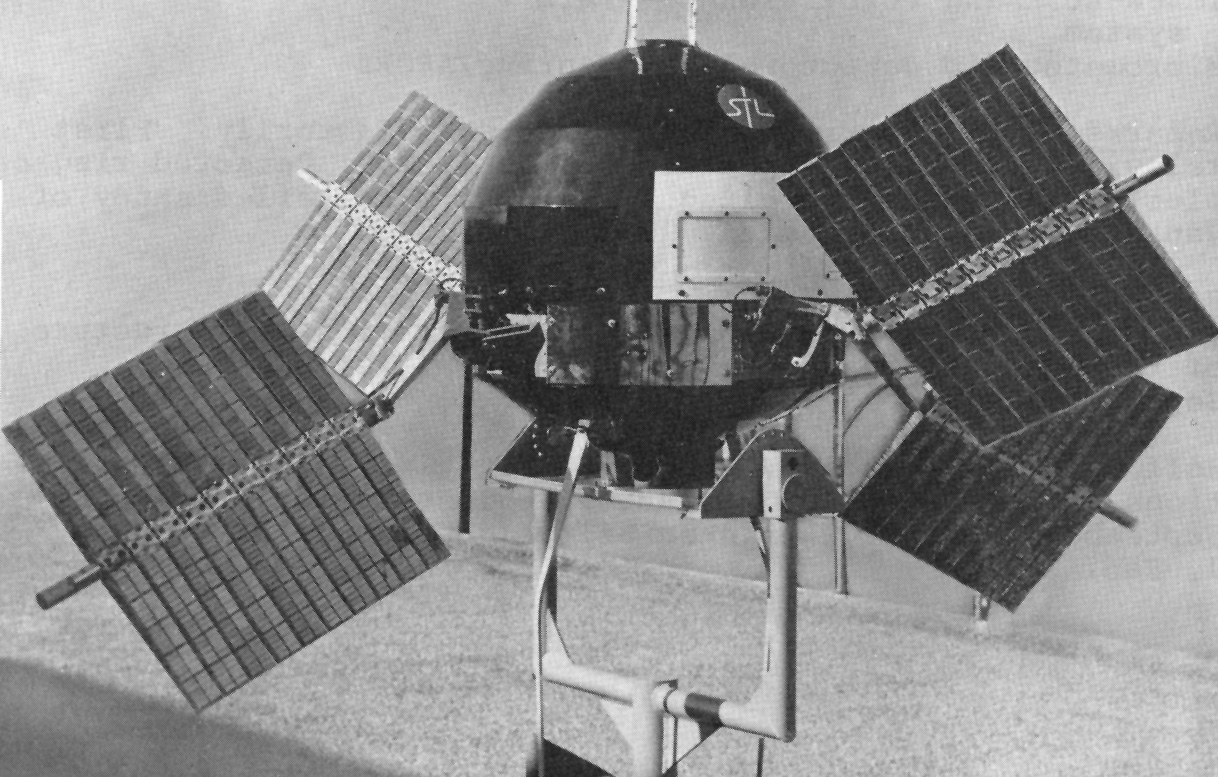
Explorer 6

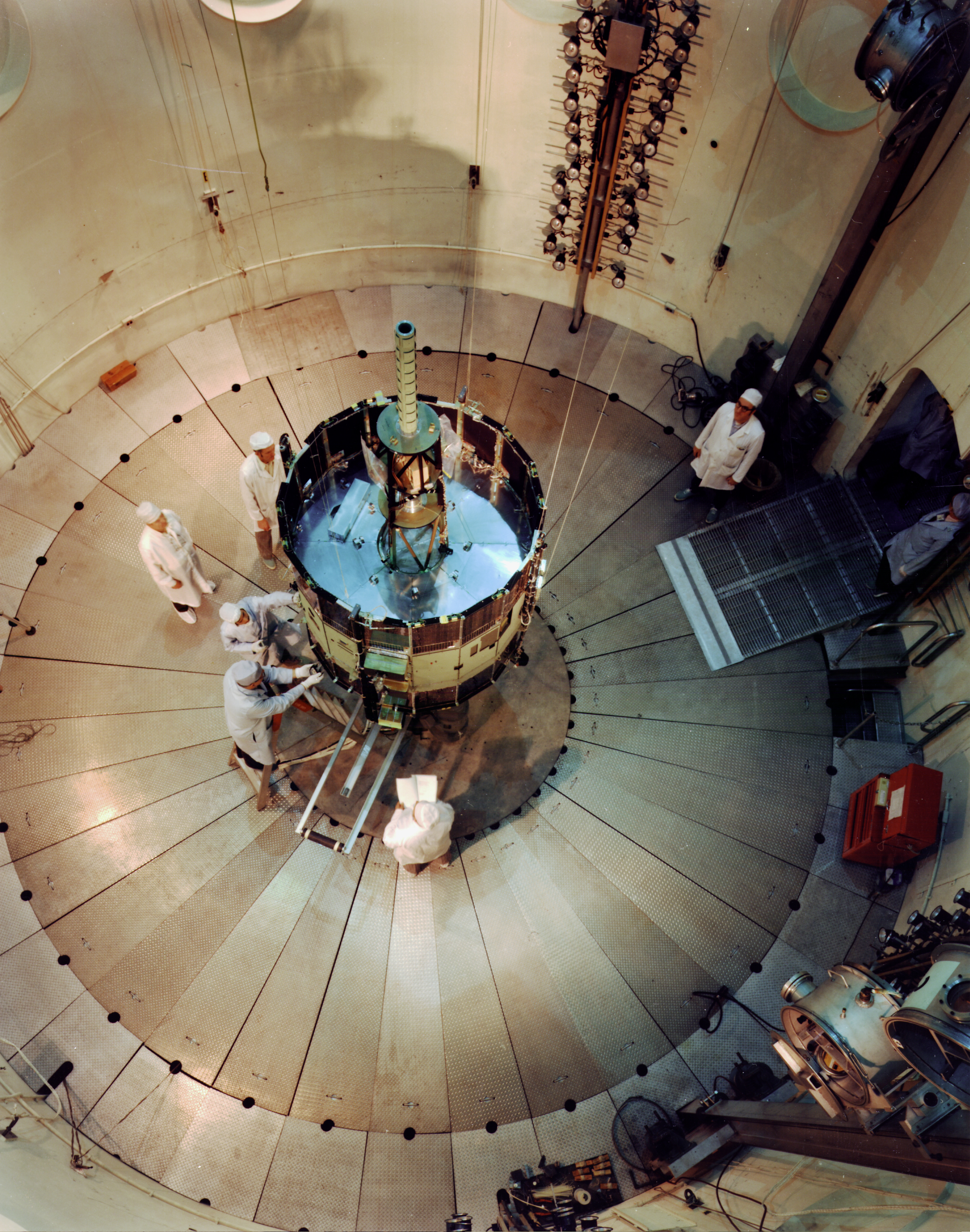
ISEE-C (Explorer 59) in einer Testkammer

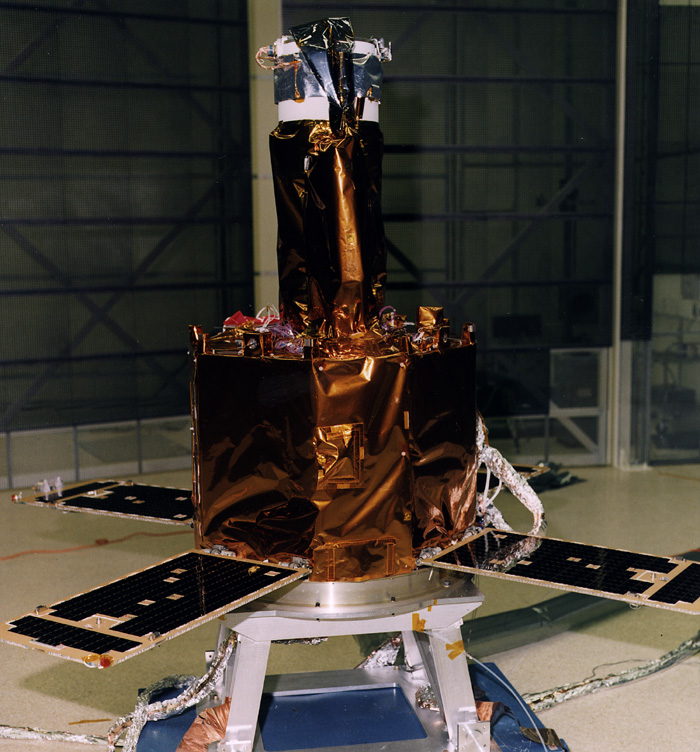
TRACE (Explorer 73) dient der Erforschung der Sonnenkorona

Das Explorer-Programm ist das erste und zugleich umfangreichste Satelliten- und Raumsondenprogramm der Vereinigten Staaten.

## Geschichte
1957 entschied die Sowjetunion mit dem Sputnik 1 das Wettrennen um den ersten künstlichen Satelliten im All für sich. Es hatte offiziell mit der Verkündung des US-amerikanischen Präsidenten am 28. Juli 1955 begonnen, im Rahmen des Internationalen Geophysikalischen Jahres einen künstlichen Erdtrabanten in die Umlaufbahn zu befördern. Die Sowjetunion hatte wenige Tage später die gleiche Absicht offiziell erklärt.
Die USA waren mit ihrem Vanguard-Projekt zum Zeitpunkt des Sputnik-Starts eigentlich noch nicht startbereit und versuchten es Ende 1957 mit einem vorgezogenen Start als Antwort auf diesen sogenannten Sputnikschock. Der Start endete jedoch in einem Desaster: Die bis dahin noch nie vollständig getestete Trägerrakete explodierte beim Start noch auf der Startrampe vor den Augen von Millionen von Fernsehzuschauern.
Die Explorer-Serie erhielt damit die Chance, die ersten Satelliten in die Erdumlaufbahn zu heben, und war gegenüber dem Vanguard-Projekt überaus erfolgreich. Am 1. Februar 1958 startete Explorer 1 als erster amerikanischer Satellit erfolgreich in die Umlaufbahn. Unter dem Namen Explorer wurden mehr als 82 erfolgreiche Missionen in unterschiedlichsten Forschungsfeldern durchgeführt, von der Erforschung der Ionosphäre über die Radioastronomie bis zur Atmosphären- und Erderkundung. Diese hauptsächlich von der Armee in Huntsville (Alabama) entwickelten Satelliten, mit Hilfe der erfahrenen Gruppe rund um den ehemaligen technischen Direktor Wernher von Braun der ehemaligen Heeresversuchsanstalt Peenemünde, waren somit die ersten US-Satelliten im Orbit – und damit ein wichtiger erster Schritt hin zur bemannten Raumfahrt.

## Missionen
Jeder Explorer-Satellit (seit Explorer 6) trägt eine Subbezeichnung – je nachdem welchem wissenschaftlichen Projekt er angehörte.
Seit Anfang der 1990er Jahre wurden im Explorer-Programm Unterprogramme gestartet:
- SMEX (Small Explorer) für kleine Forschungsmissionen seit Anfang der 1990er Jahre.
- MIDEX (Middle-Sized Explorer) für mittelgroße Forschungssatellite ab Ende der 1990er Jahre.
- STEDI (Student Explorer Demonstration Initiative) und UNEX (University Explorer) für kleine, von Universitäten für die NASA durchgeführte Missionen.

Eine vollständige Auflistung der bislang 102 gestarteten Explorer-Satelliten findet sich in der Liste der Explorer-Missionen.

## Quelle
- Nasa Facts: Explorers: Searching the Universe Forty Years Later